# NGC 6775
NGC 6775 — группа звёзд в созвездии Орёл.
Этот объект входит в число перечисленных в оригинальной редакции «Нового общего каталога».